# آدم غولدستاين
آدم غولدستاين (بالإنجليزية: Adam Goldstein) هو مهندس أمريكي، ولد في 22 يناير 1988.